# Stereospermum leonense
Stereospermum leonense là một loài thực vật có hoa trong họ Chùm ớt. Loài này được Sprague miêu tả khoa học đầu tiên năm 1912.